# Israa Abdel Fattah

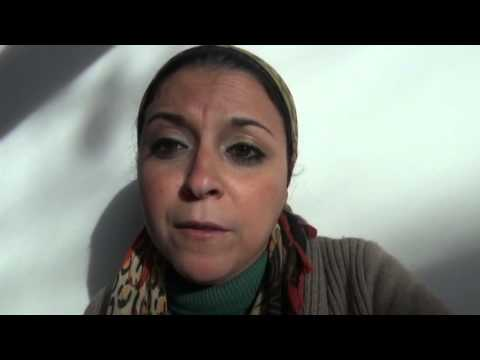
Israa Abdel Fattah (2013)

Israa Abdel Fattah, (in englischer Schreibweise) auch Esraa Abdel Fattah (arabisch إسراء عبد الفتاح, DMG Isrāʾ ʿAbd al-Fattāḥ; * 1981) ist eine ägyptische politische Internetaktivistin und Mitbegründerin der Jugendbewegung des 6. April und Zweite Vorsitzende der Egyptian Democratic Akademy.

## Leben
Die als Personalsachbearbeiterin tätige Israa Abdel Fattah war mit dem Ingenieur Ahmed Maher 2005 im Wahlkampf der al-Ghad-Partei bekannt geworden. Zusammen mit ihm gründete sie 2008 eine Gruppe auf Facebook, um einen für den 6. April geplanten Streik in der Spinnerei und Weberei Misr der Stadt Mahalla al-Kubra zu unterstützen. Im Zusammenhang damit riefen beide wegen steigender Lebensmittelpreise auch zu einem Generalstreik auf. In Mahalla al-Kubra kam es zu Demonstrationen, bei denen mindestens zwei Teilnehmer von der Polizei getötet wurden. Israa Abdel Fattah wurde festgenommen und nach über zwei Wochen aus dem Gefängnis entlassen. Sie zog sich daraufhin zunächst aus der politischen Arbeit zurück.
Die Gruppe Jugendbewegung des 6. April bestand jedoch weiter und gehörte zu den Initiatoren der Revolution in Ägypten 2011, an deren Koordination sich Israa Abdel Fattah wieder beteiligte und zur internationalen Sprecherin der Bewegung wurde. Im Januar 2011 wurde sie deshalb erneut kurz festgenommen.
Im März 2011 stürmten Aktivisten der ägyptischen Revolution Gebäude der Staatssicherheit und retteten Dokumente vor der Vernichtung. Dabei wurde auch ein Dossier über Israa Abdel Fattah entdeckt, das Teile ihres E-Mail-Verkehrs und Transkripte abgehörter Telefonate enthielt.

## Nominierung für den Friedensnobelpreis
Kristian Berg Harpviken, dem Direktor des norwegischen Peace Research Institute Oslo (PRIO), zufolge war Israa Abdel Fattah als eine der Repräsentantinnen des Arabischen Frühlings für den Friedensnobelpreis 2011 nominiert. Er hob ihre Rolle bei der Mobilisierung zu den Protesten in Ägypten und ihr Bekenntnis zur Gewaltlosigkeit hervor.